# Saturnia zuleika
Saturnia zuleika là một loài bướm đêm thuộc họ Saturniidae. Nó được tìm thấy ở Ấn Độ và Tây Bengal.

## Hình ảnh

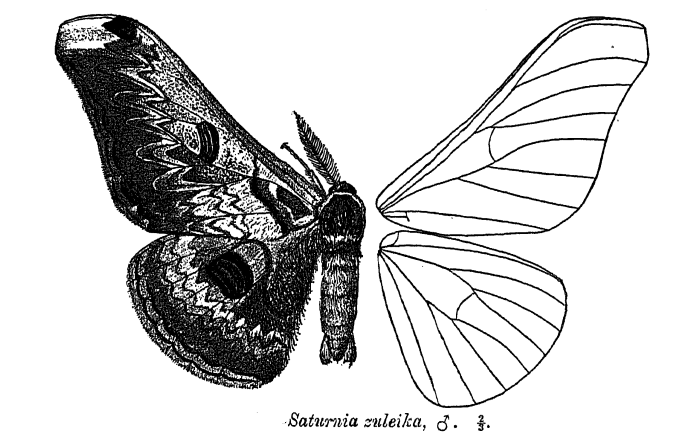